# Splošna bolnišnica Izola
Splošna bolnišnica Izola (it. Ospedale generale Isola) je regijska splošna bolnišnica, s sedežem na naslovu Polje 40, 6310 Izola-Isola, ki skrbi za celovito bolnišnično in ambulantno zdravstveno oskrbo na vseh ravneh zdravstvene dejavnosti. Bolnišnica deluje kot javni zdravstveni zavod.

## Zgodovina
Splošna bolnišnica Izola je bila ustanovljena v začetku leta 1953. Sprva je delovala pod imenom Centralna uprava bolnic in je bila upravljana s strani Okrajnega ljudskega odbora Koper. Njeno sedež je bil prvotno v Kopru, z aktom o ustanovitvi ji je bilo dano v upravljanje premoženje sanatorija za tuberkulozo v Ankaranu in bolnišnic v Kopru, Izoli in Piranu, z vsem inventarjem in napravami.
Poprejšnja enota bolnišnice v Izoli je opravljala kirurško dejavnost z urgenco, ostale dejavnosti, npr. internistično, porodniško-ginekološko, pediatrično, otološko, okulistično in infektološko dejavnost pa so opravljali bodisi v Piranu, Kopru ali Valdoltri. Enota je bila organizirana in je delovala v stavbi, ki je bila zgrajena v druge namene in je ni bilo mogoče dograjevati, ker je bila umeščena v samo mestno jedro Izole. Zaradi tovrstnih razmer na zdravstvenem področju v Slovenski Istri se je pristopilo k gradnji nove, potrebam prilagojene osrednje bolnišnice v Izoli, na novi lokaciji ob cesti proti Markovcu v Kopru.

### Gradnja sedanje splošne bolnišnice
Po izgradnji ceste med Rudo in Livado (1974-1975), kjer je Splošna bolnišnica Izola locirana sedaj, se je leta 1975 pristopilo k gradnji I. faze sedanjega objekta. V letu 1982 je bila zgrajena 1. faza (kirurgija in DTS), leta 1984 pa 2. faza (interni oddelek). Leta 1985 sta bili usposobljeni koronarna enota in hemodializa. V letu 1988 sta bila zgrajena DTS/2 in opravljena je bila preureditev pritličja objekta A. Nova kuhinja je bila zgrajena v letu 1990.
Gradnja objekta B se je pričela v letu 1990, v letu 1993 pa je bil zgrajen oddelek za trasfuzijo krvi. Leta 1997 so se preselili oddelki dotedanje bolnišnice v Kopru, t.j. porodnišnica, ginekološki oddelek, pediatrični oddelek in citopatologija. 

## Vodstvo
- Direktor bolnišnice: Radivoj Nardin,
- Strokovni direktor: Tomaž Gantar
- Pomočnice direktorja: Katarina Težak[4]

## Oddelki
- Oddelek za kirurgijo
- Oddelek za ginekologijo in porodništvo
- Oddelek za interno medicino
- Oddelek za pediatrijo
- Oddelek medicinskih služb
- Urgentni center Izola

## Dejavnost radiologije
- CT angiografija (CTA)
- MR trebuha (abdomna)
- Mamografija, ultrazvok in druge preiskave dojk
- MR angiografija (MRA)
- Rentgen (RTG)
- Ultrazvok (UZ) srca
- CT trebuha (abdomna)
- Magnetna resonanca (MR)
- CT preiskava
- MR glave in vratu
- MR preiskave sklepov
- Rentgen (RTG) prebavnega trakta
- Kolonoskopija [5]